# Joseph Johnson (cầu thủ bóng đá, sinh năm 1903)
Joseph Johnson (sinh năm 1903) là một cầu thủ bóng đá người Anh thi đấu ở vị trí tiền đạo.

## Sự nghiệp
Sinh ra ở Liverpool, Johnson kí hợp đồng với Bradford City vào tháng 5 năm 1927 từ Scunthorpe United, năm 1928 rời câu lạc bộ. Trong thời gian với Bradford City ông có một lần ra sân ở Football League, ghi một bàn thắng.